# Vieille Forêt (Terre du Milieu)
La Vieille Forêt (Old Forest) est une forêt fictive dans le légendaire de l'écrivain britannique J. R. R. Tolkien, apparaissant notamment dans Le Seigneur des anneaux.

## Géographie
La Vieille Forêt se situe entre la Comté et Bree, à l'est du Pays de Bouc. Elle est bordée à l'Est des Hauts des Galgals, et à l'Ouest par la Haie, plantée et érigée par les Hobbits du Pays de Bouc pour s'en protéger. Le Vieil Homme-Saule s'y trouve. C'est à l'orée de cette forêt que se trouve la maison de Tom Bombadil et sa femme Baie d'Or.
La Vieille Forêt est traversée par la rivière Tournesaules.

## Histoire
Peu après que la Haie est érigée, déterminant la frontière de la Comté, la Vieille Forêt s'y attaque, mais les Hobbits, défendant leur territoire, la repoussent violemment. Ils coupent les branches qui passent outre à la Haie, et allument un grand feu de joie au milieu de la forêt. De l'endroit où le feu de joie est allumé apparaît la Clairière du Feu de Joie, zone sans arbres recouverte de chardons dans la Vieille Forêt. 
Le 26 septembre T.A. 3018, la Vieille Forêt est traversée par Frodon, Sam, Pippin et Merry qui tentent d'échapper aux Cavaliers Noirs.

## Adaptations
La Vieille Forêt apparaît dans plusieurs jeux vidéo, notamment La Communauté de l'anneau (2002) et Le Seigneur des Anneaux Online.
Une carte a également été illustrée par Kevin Ward pour le jeu de cartes à collectionner Le Seigneur des anneaux (MECCG).
Alan Lee en a réalisé une illustration.